# Opel Kadett
La Kadett est une automobile compacte du constructeur automobile allemand Opel construite de 1937 à 1940, puis le nom fut repris de 1962 à 1993.
En 1991, elle est remplacée par l'Astra.

## Kadett (1937-1940)
La production est interrompue en 1940 par la Seconde Guerre mondiale.
En 1945, l’Armée rouge qui occupa l’Allemagne, récupéra les plans et l’outillage d’Opel, qui servit de base à la première voiture de Moskvitch : la 400/420.
Par rapport à l’Opel, la Moskvitch offrait 4 portes.
La Renault Juvaquatre de 1937 (dont la version break commerciale tôlée- la dauphinoise- fut produite jusqu'en 1960) était nettement inspirée de l'Opel Kadett. « NON de l'Opel Olympia »
Un moteur de 1 074 cm3 (23 ch) et boîte 3 rapports lui permettait d'atteindre une vitesse maximale de 90 km/h. La 400/420 a été produite à 240 000 exemplaires jusqu’en 1956.

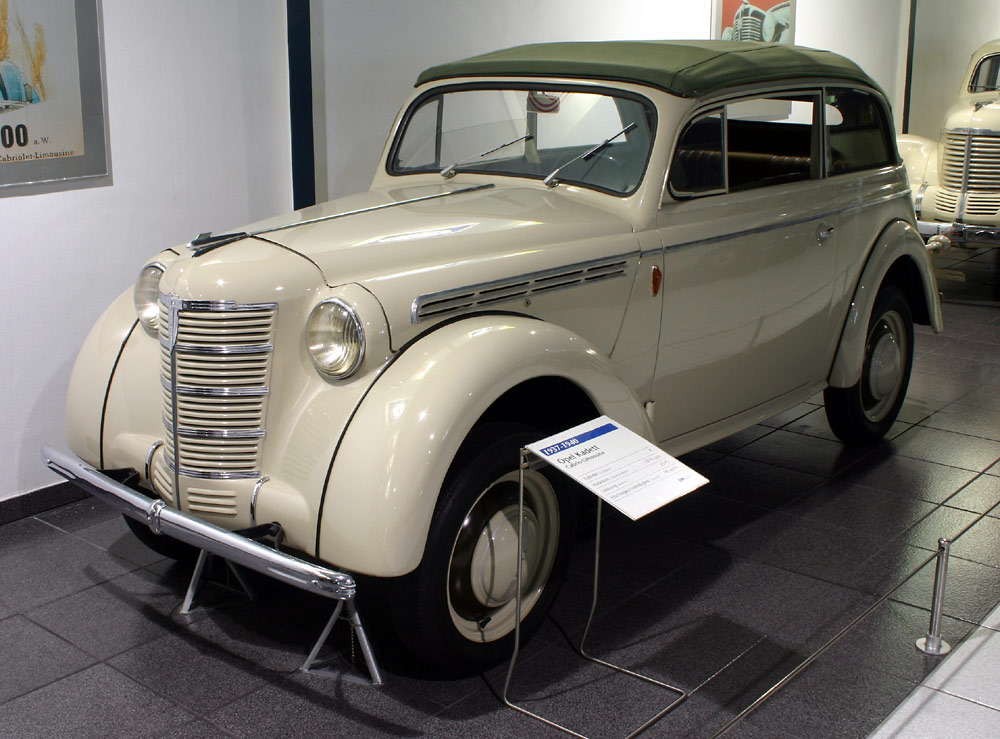
Opel Kadett
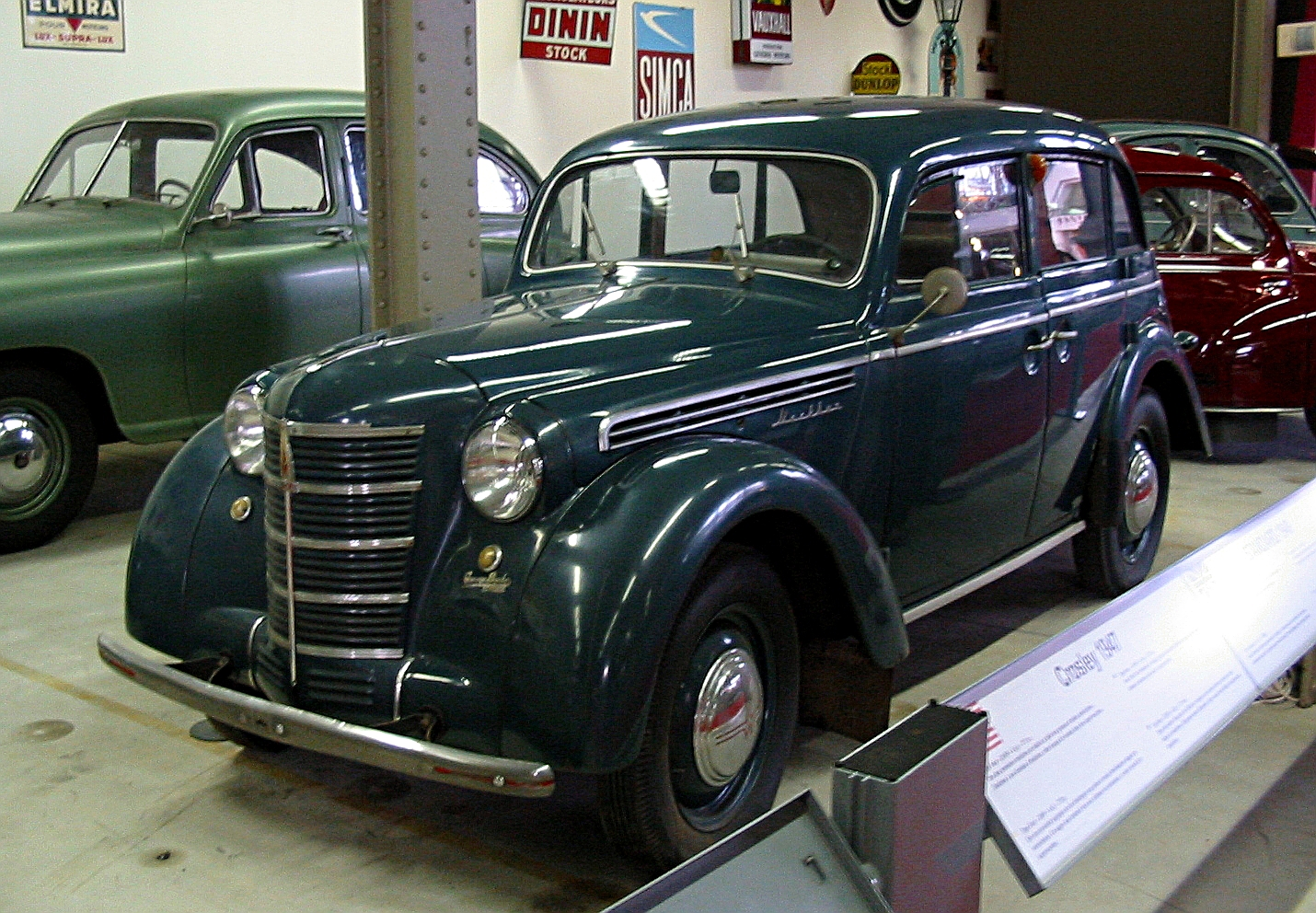
Moskvitch 400
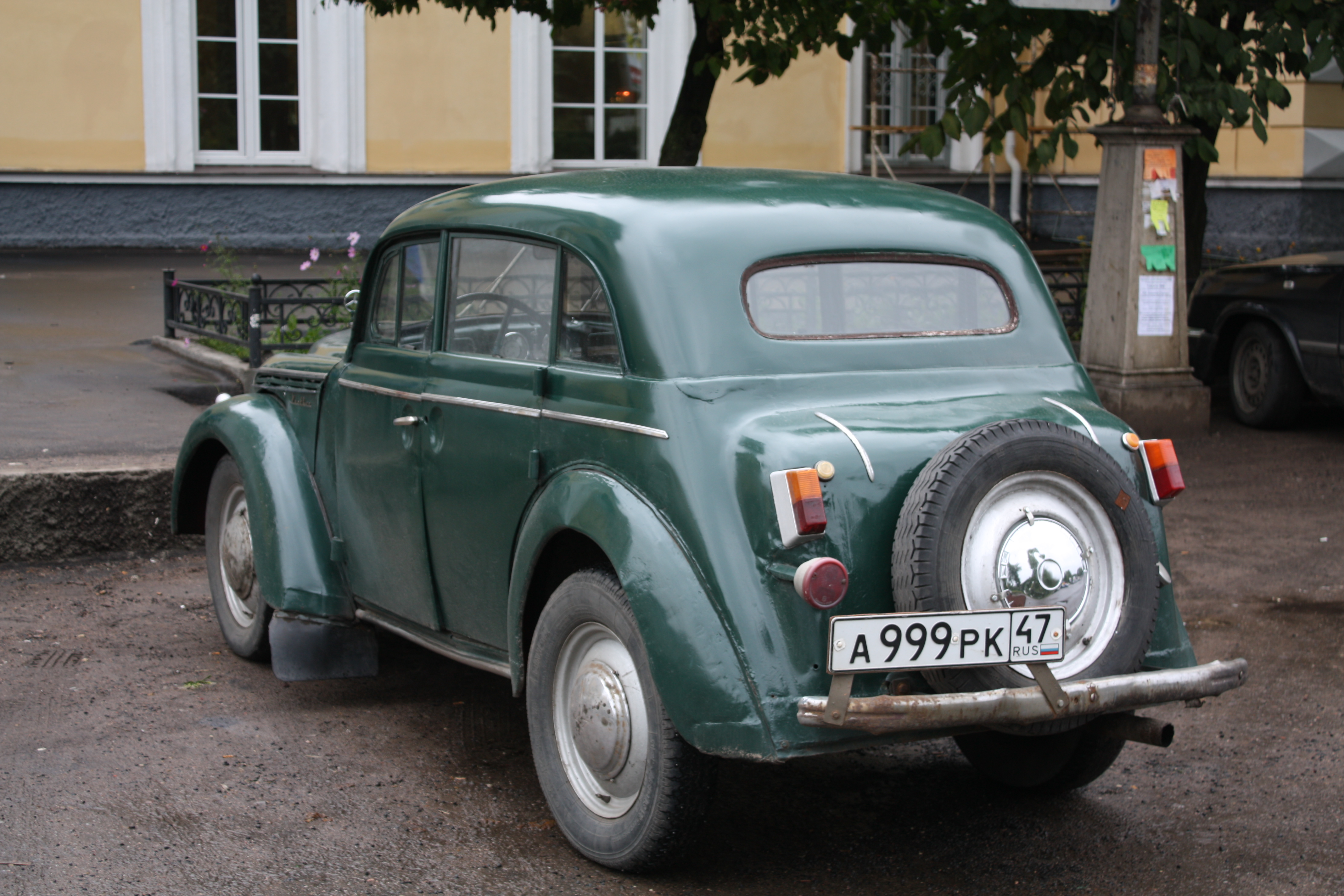
Moskvitch 400 (arrière)

## Kadett A (1962 - 1965)
La première Opel Kadett d'après la guerre est sortie d'usine en octobre 1962.
Entre 1962 et juillet 1965, 649 512 Kadett A ont été construites.
En plus de la berline, la gamme comprenait un coupé et un break (appelé Caravan), ainsi qu'une exécution de luxe (modèle L).

## Kadett B (1965 - 1973)
La berline Opel Kadett B est apparue en 1965 pour concurrencer la Volkswagen Coccinelle.
Elle est disponible dans de nombreuses versions : Berline 2 ou 4 portes (avec transmission automatique ou manuelle), break (2 ou 4 portes), coupé (2 types de carrosserie : coupé standard et coupé Kiemen), fastback (2 et 4 portes), et même une version coupé Rallye.
‌

## Kadett C (1973 - 1979)
Apparue en 1973 la Kadett C est produite par Opel, mais aussi par Isuzu au Japon et vendue comme Isuzu Gemini dans les marchés asiatiques, ainsi qu'en Australie sous d'autres noms. En Corée du Sud, Daewoo Motors en construisit une version connue sous le nom de Daewoo Maepsy.
La Kadett C fut aussi à la base de la Vauxhall Chevette (versions sportives HS, puis 2300 HSR), qui avaient subi un restylage frontal, et utilisait un moteur de 1 256 cm3 à la place du 1 196 cm3 d'Opel. Bien que la production de la Kadett C ait pris fin en 1979, la Chevette a été produite jusqu'en janvier 1984.
Une version actualisée de l'Isuzu Gemini fut importée aux États-Unis et commercialisée au début des années 1980.

## Kadett D (1979 - 1984)
La quatrième génération de l’Opel Kadett est apparue en 1979. La version anglaise fut connue sous le nom de Vauxhall Astra et a été lancée en 1980.
Elle fut la première Opel traction avant.
Tous les modèles ont été conçus en 2, 3, 4 et 5 portes. Les versions 2 et 4 portes qui utilisaient les mêmes coques ont été rapidement abandonnées en Europe.
La Kadett D apportait des nouvelles évolutions technologiques grâce à son moteur à un seul arbre à cames en tête et sa culasse en alliage d’aluminium pour des cylindrées de 1 300 et 1 600 cm3. Une version 1 800 cm3 de 115 ch a été introduite pour la Kadett/Astra GTE.
Ce type de moteur a ensuite été utilisé pour les modèles Corsa/Nova en Nouvelle-Écosse et pour la berline Ascona/Cavalier. La Kadett D fut également équipée d’un diesel de 1 600 cm3.

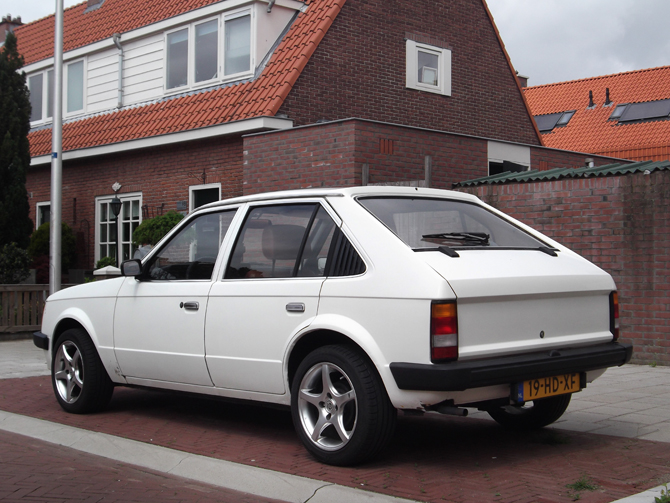
Opel Kadett D berline 4 portes
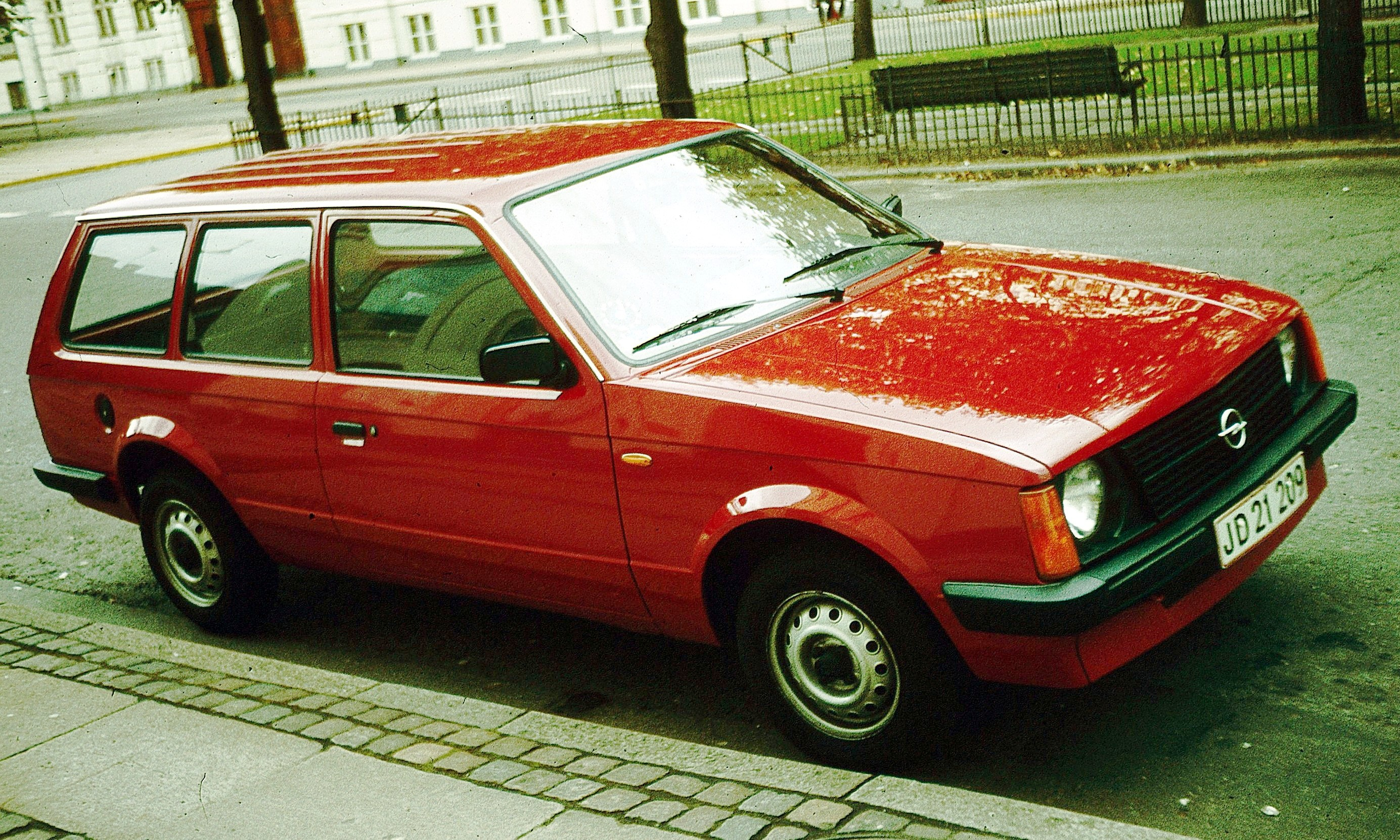
Opel Kadett D Caravan (break)
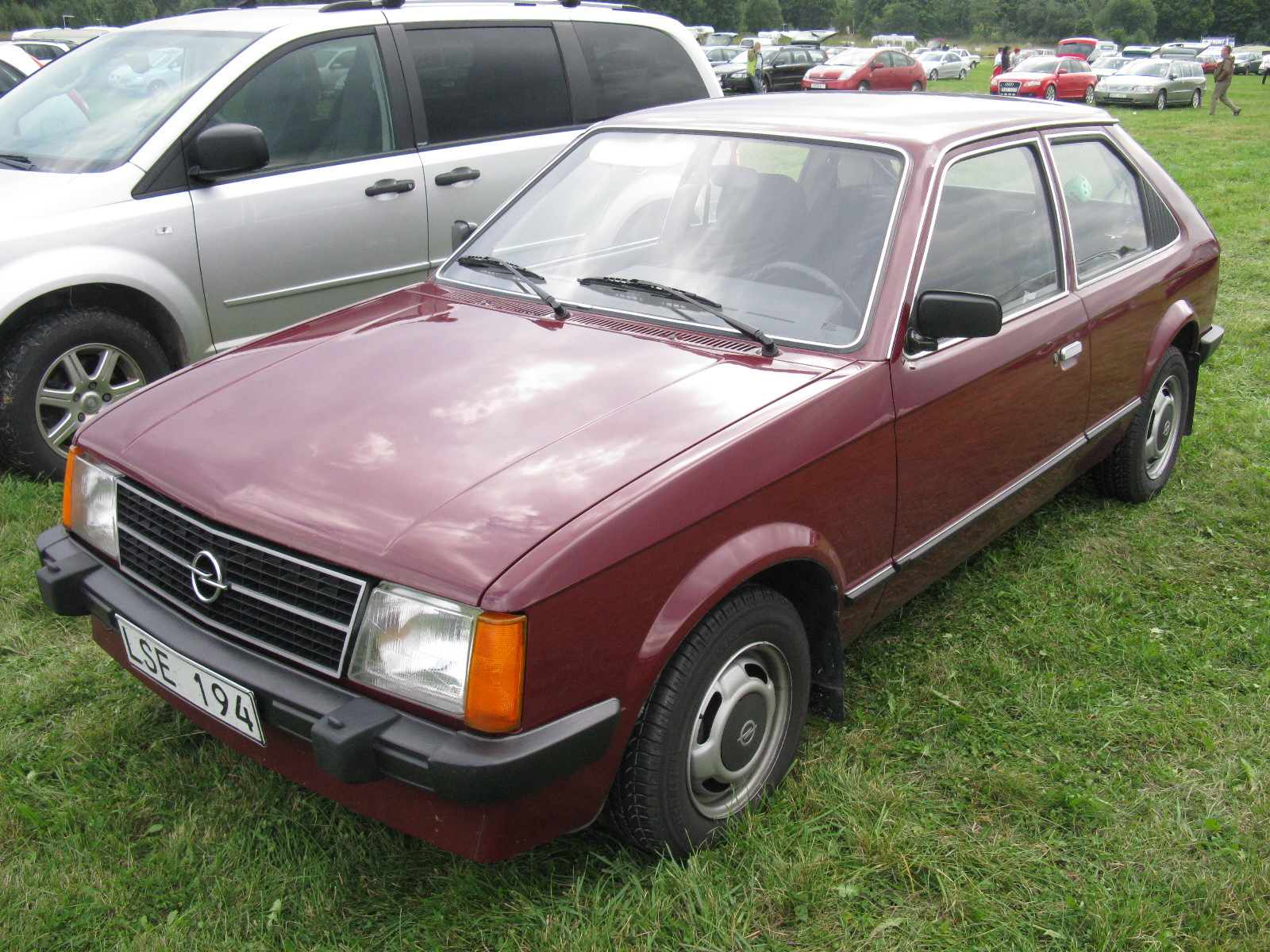
Opel Kadett D berline 3 portes

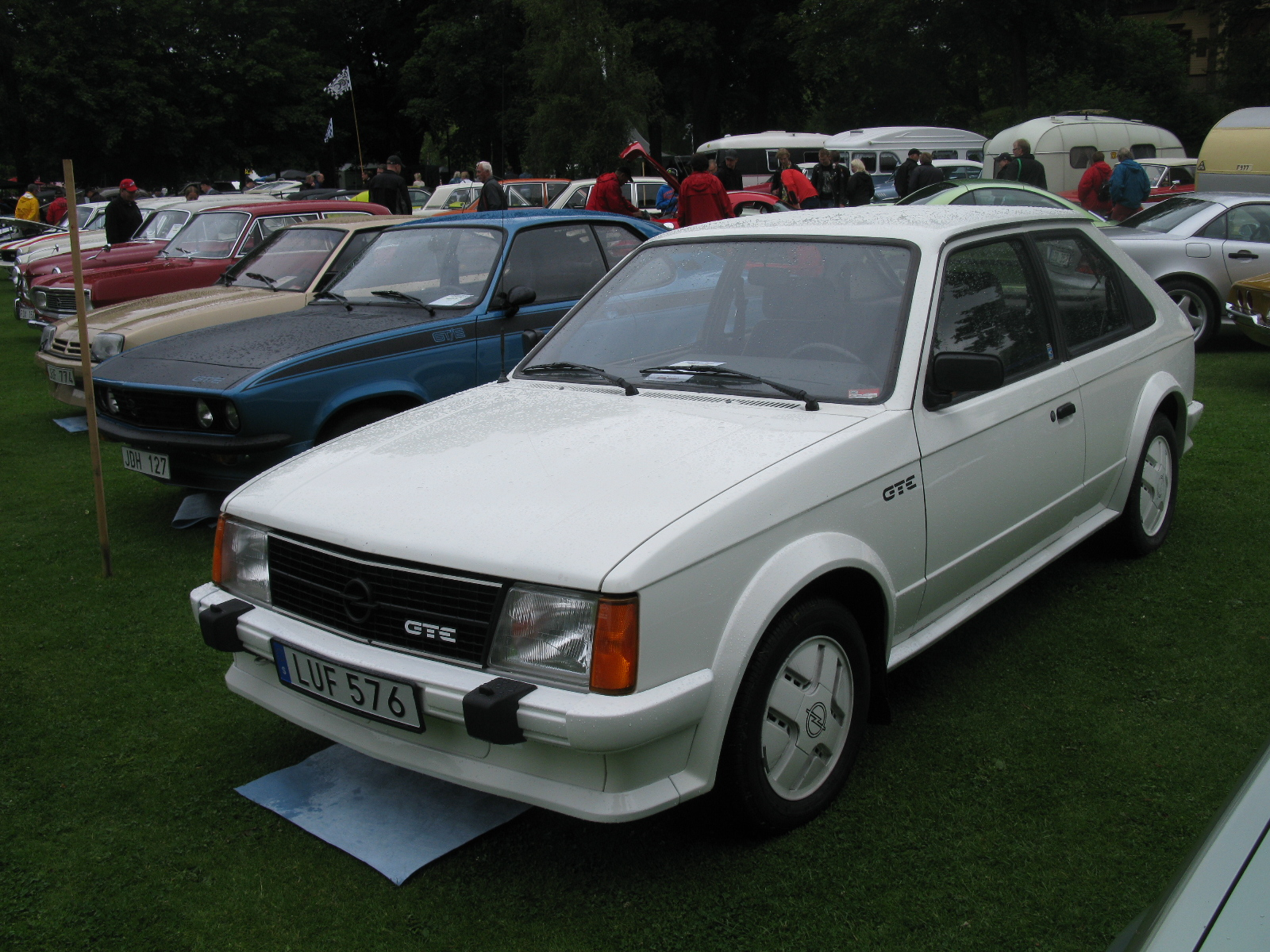
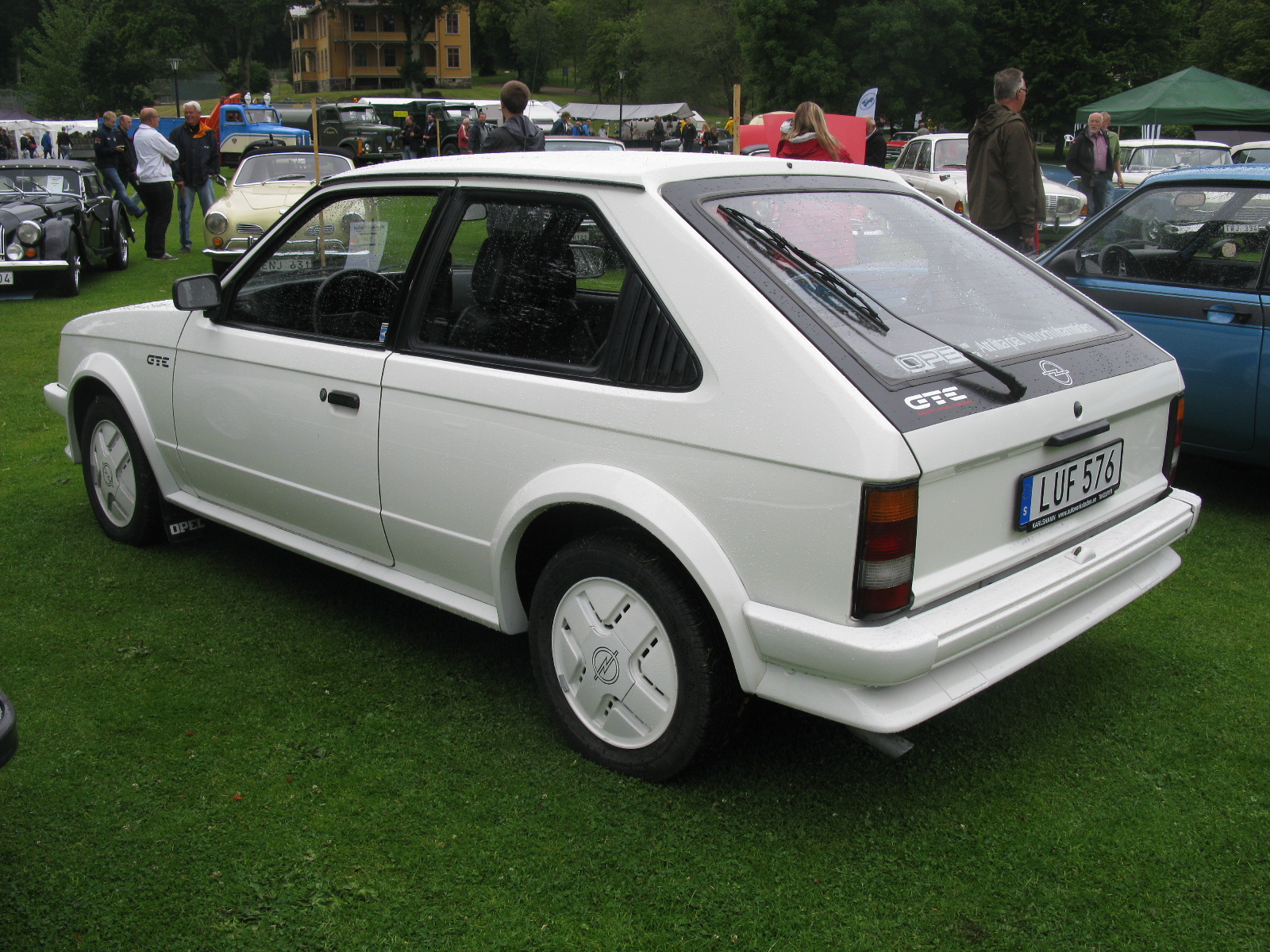

Opel Kadett GTE (1983 - 1984)

## Kadett E (1984 - 1993)

### En Europe
L'Opel Kadett E est produite à 3 779 289 unités entre août 1984 et mai 1993. Commercialisée en Europe par Opel, elle fut vendue en Grande-Bretagne par Vauxhall sous l’appellation Vauxhall Belmont puis Vauxhall Astra MK2. Elle fut produite dans les usines de Bochum (Allemagne), Anvers (Belgique), Azambuja (Portugal) et Ellesmere Port (Royaume-Uni) pour sa dérivée Vauxhall.
Son style aérodynamique tranchait avec sa devancière (Opel Kadett D) et de nombreuses études en soufflerie ont permis d'atteindre un coefficient CX de 0.32 (0.35 pour le break) et même 0.30 pour la version GSi.
En 1985, elle fut élue voiture de l'année 1985 (Europan Car of the Year) avec un score de 326 points, loin devant la Renault 25 et la Lancia Thema avec respectivement 261 et 191 points.
À noter qu'il s'agissait du premier titre de voiture de l'année remporté par Opel.

### En France
À l'automne 1984 Opel lançait la cinquième génération de la Kadett depuis les années 1960, seconde génération à traction avant. Dès le début de commercialisation, la gamme était assez complète avec trois types de carrosseries (2 portes/4 portes/break) et cinq motorisations (du 1 200 cm3 à culbuteurs développant 55 ch au 1 800 cm3 arbre à cames en tête à injection développant 115 ch sans oublier le 1 600 cm3 diesel atmosphérique de 54 ch).
À l'automne 1985, pour les millésimes 1986, les Kadett Berlines reçoivent un plus grand réservoir de 52 l (42 l avant 1986 pour Berlines et GSi). Le break conserve quant à lui son réservoir de 50 l.
En septembre 1985, au Salon de Francfort, Opel présente trois nouvelles carrosseries pour enrichir la gamme : Berline 3 volumes, Cabriolet et fourgonnette baptisée Combo. Les deux dernières ne devant être commercialisées que courant 1986.
Les modèles commercialisés à partir de février 1987 subissent quelques transformations :
- De nouveaux pare-chocs avant et arrière pour la Kadett GT,
- Le moteur 1 600 cm3 subit de profondes modifications, il passe de super-carré à longue course, son taux de compression augmente à 10:1, l'accord admission-échappement est repensé (nouveaux collecteurs d'échappement et d'admission), les pistons sont allégés, les chambres de combustion améliorées et les frottements internes sont réduits de 25 %. Il passe ainsi de 90 ch à 5 800 tr/min à 82 ch à 5 400 tr/min et son couple maxi passe de 12,6 m kg dès 3 800 tr/min à 13,2 m kg dès 2 600 tr/min.

En septembre 1986, la Kadett GSi adopte un nouveau moteur 2 000 cm3 8 soupapes à injection Bosch Motronic développant 130 ch (20SEH) en remplacement du 1 800 cm3 (18E, 115 ch).
Le moteur 1 800 cm3 n'est pas abandonné mais il est retravaillé pour délivrer son couple à plus bas régime (158 N à 3 000 tr/min) mais perd au passage 3 ch (112 ch au lieu de 115 ch). Il ne sera plus disponible sur GSi mais sur Kadett GT.
En 1987, la variante cabriolet signée Bertone fut introduite. Dotée d'une capote en toile à mécanisme manuel dans les premiers temps, elle fut ensuite commercialisée avec le pack électrique en option.
La Gamme 1987 se présente donc ainsi :
- Versions LS/GL/GLS équipées des moteurs 1 200 cm3, 1 300 cm3 et 1 600 cm3.
- Version GT équipées des moteurs 1 600 cm3 et 1 800 cm3.
- Version GSi et GSi cabriolet équipées du 2 000 cm3 8 soupapes (20SEH de 130 ch pour la berline et 20NE de 115 ch pour la Cabriolet).

En 1988, la gamme 1987 est reconduite mais les versions GLS disparaissent du catalogue.
Au printemps 1988, la Kadett GSi reçoit un nouveau moteur 2 000 cm3 16v (20XE) à double arbres à cames en tête en supplément du 2 000 cm3 8v.
En juillet 1988, tous les modèles reçoivent un supplément d'équipements.
À partir de 1989, Opel lance une gamme très complète de véhicule utilitaires :
- La Kadett Affaire (berline 2 places) équipée des moteurs 1.2S, 1.3S et 1.6S.
- La Kadett Delvan (break 2 places en version tôlée ou vitrée) avec une seule motorisation 1.2S
- La Kadett Combo (fourgonnette) équipée des moteurs 1.3N et 1.3S.
- La Kadett Caravan (break 5 places, 3 ou 5 portes) équipée des moteurs 1 300 cm3 et 1 600 cm3.

En février 1989, toute la gamme subit un restylage, l'intérieur gagne en finition et de nouvelles options apparaissent. L'extérieur subit lui aussi quelques améliorations mineures. Extérieurement, la calandre est redessinée et séparée du pare-chocs avant (sauf GSi).
En juillet 1989, la Kadett GSi 2 000 cm3 16v reçoit l'ABS de série.
Les versions LS 5 portes, Affaire et Delvan équipées du moteur 1.2S disparaissent du catalogue.
La Kadett Caravan GL 1.3S disparait elle aussi du catalogue tandis qu'une version Caravan (break) équipée du 2.0i fait son apparition.
En février 1990, le moteur 1 300 cm3 est remplacé par le 1 400 cm3 de 75 ch sur les finitions LS et GL. Il dispose de la même puissance que son prédécesseur mais son couple plus important est disponible à plus bas régime.
Opel commercialise deux séries limitées :
- L'Exclusive sur base LS 1 400 cm3 avec jantes de Kadett GT et rétroviseurs ton carrosserie
- La Cabrio Fashion avec le moteur 1 400 cm3, peinture métallisée, pare-chocs peints type Kadett GT, jantes alliage et volant trois branches.

En juillet 1990, les finitions GL et GT en berline et en break (Caravan) sont supprimées du catalogue. La Gamme LS break reçoit des barres de toit de série.
Opel commercialise deux séries limitées :
- L'Ultima, une version haut de gamme avec sellerie velours, vitres électriques, verrouillage centralisé, toit ouvrant et compte tours.
- La Sprint équipée d'un volant trois branches, de sièges avant sport, de jantes alliage et de rétroviseurs ton carrosserie.

Ces deux modèles sont équipés du 1 600 cm3 (1.6S) de 82 ch.
En janvier 1991, Opel commercialise un break en finition Exclusive.
Courant 1991, tous les modèles berline et break sont arrêtés et remplacés par l'Opel Astra F. L'Opel Kadett signa le renouveau d'Opel dans les années 1980. La série continua avec l'Opel Astra F en continuité du dernier modèle Kadett E, une sorte d'hommage à l'un des véhicules historiques de la marque.
Seule la Kadett Cabriolet reste au catalogue en attendant l'Astra Cabrio mais elle change de dénomination pour Opel Cabrio. Les modèles Cabrio 1.6i (C16NZ) à injection monopoint Multec et 2.0i (C20NE) à injection multipoint Bosch Motronic 1.5 sont équipés de catalyseurs.
Entre 1985 et 1993, près de 3,8 millions d'Opel Kadett E ont été vendues à travers le monde. Le record de la marque étant toujours détenu par l'Opel Astra F avec 4,13 millions d'exemplaires.

### Kadett E GSi
L'Opel Kadett E GSi est la dérivée "Sportive" du modèle Kadett E. Sur base du modèle GL, elle recevait de nombreux équipements spécifiques.
L'intérieur respire la sportivité avec notamment des sièges semi-baquets Recaro, un compteur de vitesse LCD, un boîtier Check-Control (voyants au tableau de bord), un volant sport à 3 branches et un ordinateur de bord numérique (en option).
L'extérieur n'a pas été négligé et bénéficie de nombreux éléments caractéristiques. Les boucliers avant et arrière sont spécifiques et peints ton carrosserie. Un spoiler arrière, des prises d'air de capot et des bas de caisse spécifiques sont ajoutés. Le modèle GSi est équipé de série de deux rétroviseurs, de clignotants avant blancs et de feux arrière teintés et intégrant deux feux de recul (un seul sur le modèle classique). Le feu anti-brouillard arrière est quant à lui intégré dans le bouclier arrière. Un bandeau adhésif noir est apposé sur le hayon, entre les deux feux arrière. Ces modifications n'étaient pas uniquement esthétiques et avaient permis d'atteindre un coefficient CX de 0.30, ce qui était le record de l'époque pour un véhicule de série dans la catégorie compacte (Ex. 205 GTi, CX = 0.34, avec cependant une trentaine de cm de moins, une 309 profil affichera un CX équivalent à la Kadett GSI). L'Opel Kadett E GSi était équipée d'enjoliveurs ou jantes 14" spécifiques (selon les pays).
Entre 1984 et 1986, la Kadett GSi n'était motorisée que par le 1 800 cm3 (18E/115 ch) issue de l'Opel Kadett D GTE.
En 1986, en Allemagne, une version 1 800 cm3 (C18NE/100 ch) catalysée fut ajoutée afin de répondre aux normes anti-pollution de l'époque.
En septembre 1986 (modèle 1987), le 1 800 cm3 est remplacé par un 2 000 cm3 (20SEH (non catalysé)/130 ch ou C20NE (catalysé)/115 ch selon les pays).
Présenté au salon de Francfort 1987 (octobre 1987), et commercialisée au printemps 1988, une nouvelle motorisation 2 000 cm3 16 soupapes fait son apparition au catalogue. Il s'agit du 20XE développant 156 ch (ou C20XE 150 ch en version catalysée selon les pays).
En février 1989, le restylage permet de donner un coup de jeune à l'intérieur avec notamment de nouveaux tissus, un nouveau volant et de nombreuses options ajoutées. L'extérieur reste quant à lui inchangé.
Sur le marché de l'occasion, il est aujourd'hui assez facile de trouver des Kadett E cabriolets mais les GSi et GSi 16v sont de plus en plus rares.
Entre 1988 et 1991, la production totale d'Opel Kadett GSi 16v s'élève à 46 031 unités.

### Autres marchés
L'Opel Kadett E fut commercialisée par d'autres marques du groupe GM. C'est ainsi que les marques Vauxhall, Pontiac, Chevrolet, Daewoo, Isuzu, Asüna et Passeport profitèrent du savoir-faire d'Opel pour agrémenter leurs gammes.
- Vauxhall Belmont
- Vauxhall Astra MK II
- Pontiac LeMans
- Chevrolet Kadett
- Chevrolet Ipanema
- Daewoo LeMans
- Daewoo Nexia (évolution de la Daewoo LeMans)
- UzDaewoo Nexia II (évolution de la Daewoo Nexia)
- Daewoo Racer
- Daewoo Cielo (évolution de la Daewoo Racer)
- Daewoo Pointer
- Daewoo Fantasy
- Asüna SE
- Asüna GT
- Passport Optima
- Isuzu Optima

À la fin des années 1980 et au début des années 1990, en Afrique du Sud, une version plus pointue de la Kadett GSi 16v fait son apparition. Il s'agit de l'Opel Kadett GSi Superboss, équipée du puissant 2 litres essence C20XES développant 125 kW soit 170 ch. Cette série limitée avait pour but de permettre l'homologation du véhicule pour les courses Groupe N Stannic et ainsi concurrencer les BMW 325. Elle était équipée d'arbres à cames Schrick plus agressifs (276°), d'un collecteur d'admission amélioré, d'un collecteur d'échappement 4-1, d'une ligne d'échappement libre, d'un kit d'amortisseurs Irmscher, d'un calculateur moteur modifié par Promotec, d'un différentiel à glissement limité Andre Verwey et de jantes spécifiques 7Jx15 ET35 en alliage léger. De nombreuses Kadett GSi Superboss ont été couronnées de succès dans les compétitions automobiles de ce pays. Avec cette notoriété, les commandes sont devenues si nombreuses que la production initialement limitée à 500 exemplaires fut prolongée.

### Motorisations Essence
| Cylindrée | Type   | Puissance     | Dénomination                |
| --------- | ------ | ------------- | --------------------------- |
| 1.2       | 12S    | 40 kW/55 ch   | 1.2SC                       |
| 1.3       | 13N    | 44 kW/60 ch   | 1.3N                        |
| 1.3       | 13NB   | 44 kW/60 ch   | 1.3N                        |
| 1.3       | C13N   | 44 kW/60 ch   | 1.3i avec catalyseur        |
| 1.3       | 13S    | 55 kW/75 ch   | 1.3SC                       |
| 1.3       | 13SB   | 55 kW/75 ch   | 1.3S                        |
| 1.4       | C14NZ  | 44 kW/60 ch   | 1.4 avec catalyseur         |
| 1.4       | 14NV   | 55 kW/75 ch   | 1.4S                        |
| 1.6       | C16LZ  | 55 kW/75 ch   | 1.6i avec catalyseur        |
| 1.6       | C16NZ  | 55 kW/75 ch   | 1.6i avec catalyseur        |
| 1.6       | E16NZ  | 55 kW/75 ch   | 1.6i                        |
| 1.6       | 16SV   | 60 kW/82 ch   | 1.6S                        |
| 1.6       | 16SH   | 66 kW/90 ch   | 1.6S                        |
| 1.8       | E18NV  | 62 kW/84 ch   | 1.8S                        |
| 1.8       | C18NT  | 66 kW/90 ch   | 1.8i avec catalyseur        |
| 1.8       | C18NZ  | 66 kW/90 ch   | 1.8i avec catalyseur        |
| 1.8       | C18NE  | 74 kW/100 ch  | 1.8i avec catalyseur        |
| 1.8       | 18SE   | 82 kW/112 ch  | 1.8i                        |
| 1.8       | 18E    | 85 kW/115 ch  | 1.8 GSi                     |
| 2.0       | C20NE  | 85 kW/115 ch  | 2.0i avec catalyseur        |
| 2.0       | 20NE   | 85 kW/115 ch  | 2.0i                        |
| 2.0       | 20SEH  | 95 kW/130 ch  | 2.0i                        |
| 2.0       | C20XE  | 110 kW/150 ch | 2.0 GSi 16V avec catalyseur |
| 2.0       | 20XEJ  | 110 kW/150 ch | 2.0 GSi 16V                 |
| 2.0       | 20XE   | 114 kW/156 ch | 2.0 GSi 16V                 |
| 2.0       | C20XES | 125 kW/170 ch | 2.0 GSi 16V Superboss       |

### Motorisations Diesel
| Cylindrée | Type  | Puissance   | Dénomination                                   |
| --------- | ----- | ----------- | ---------------------------------------------- |
| 1.5       | 1.5TD | 53 kW/72 ch | T4EC1 (d'origine Isuzu) avec Turbo Intercooler |
| 1.6       | 1.6D  | 40 kW/54 ch | 16D/16DA (GM) Diesel Atmosphérique             |
| 1.7       | 1.7D  | 42 kW/57 ch | 17D (GM) Diesel Atmosphérique                  |

### Galerie photo

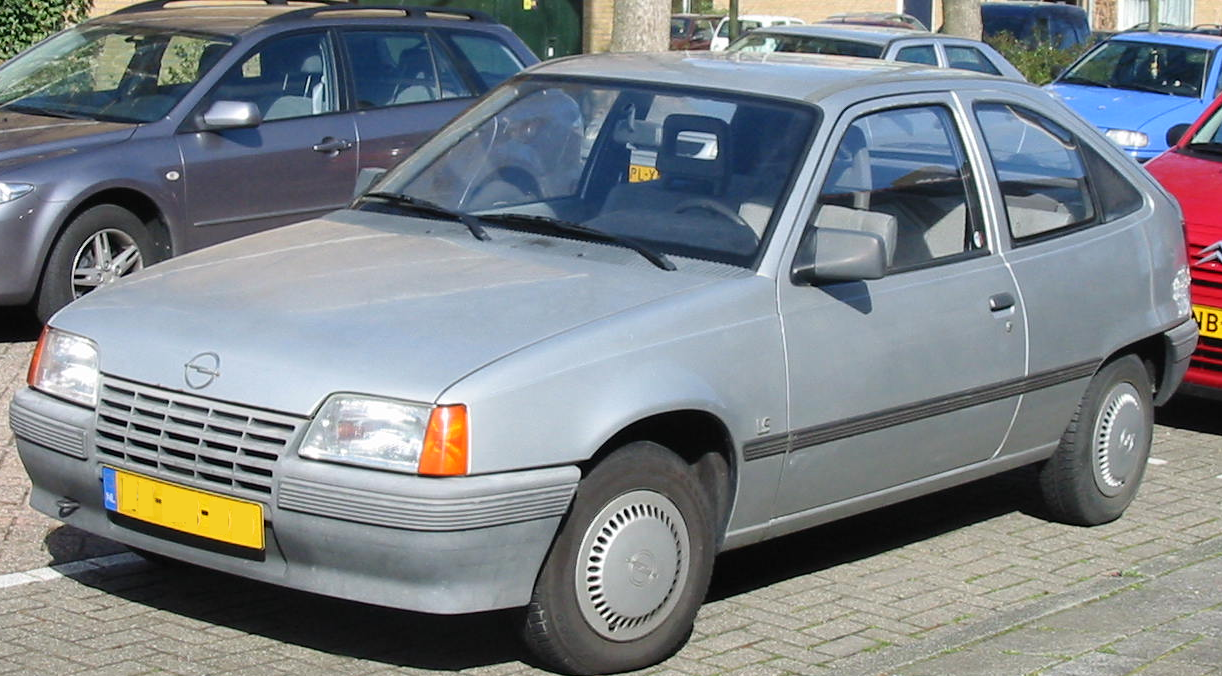
Opel Kadett E coupé LS 3 portes phase 1
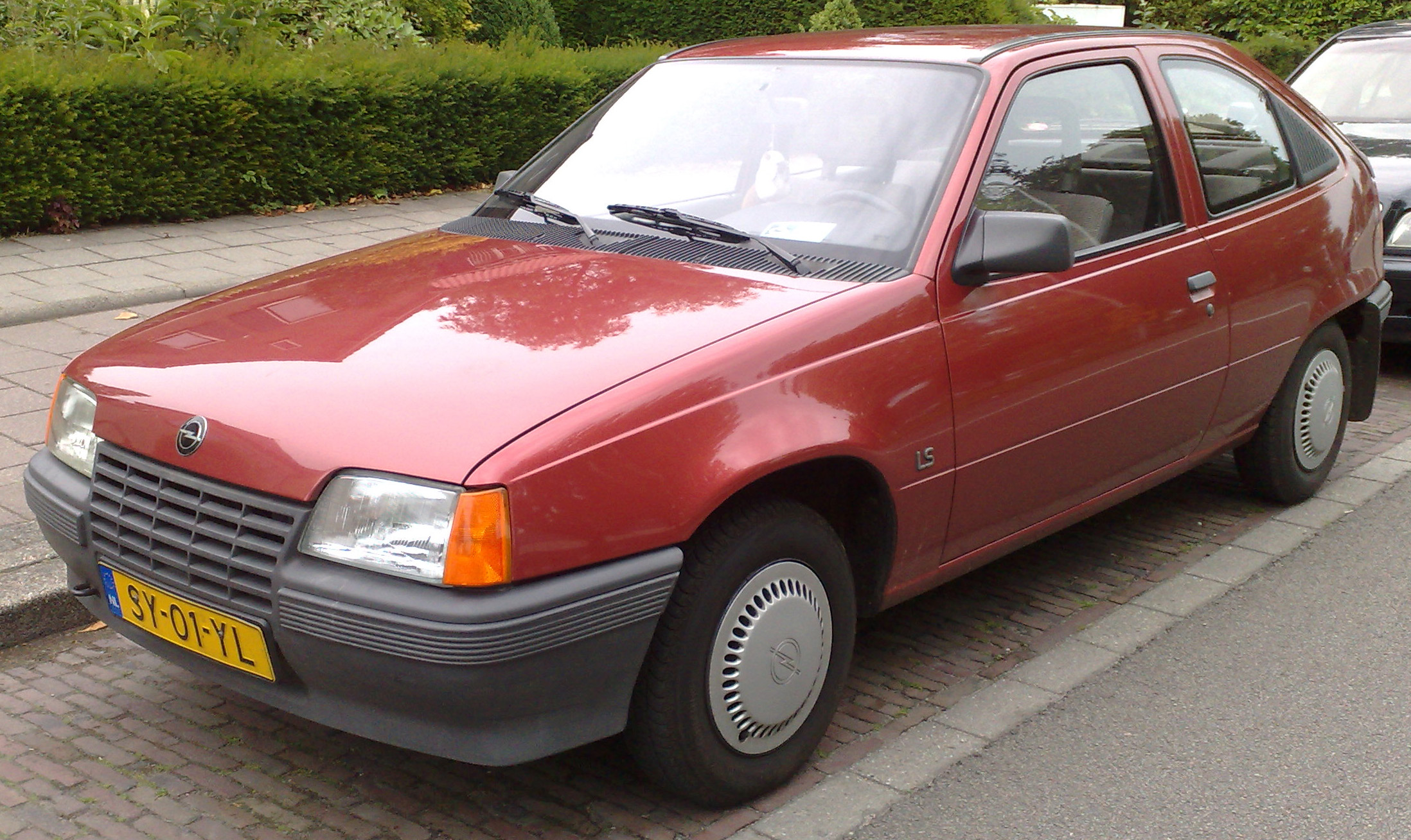
Opel Kadett E coupé LS 3 portes phase 1
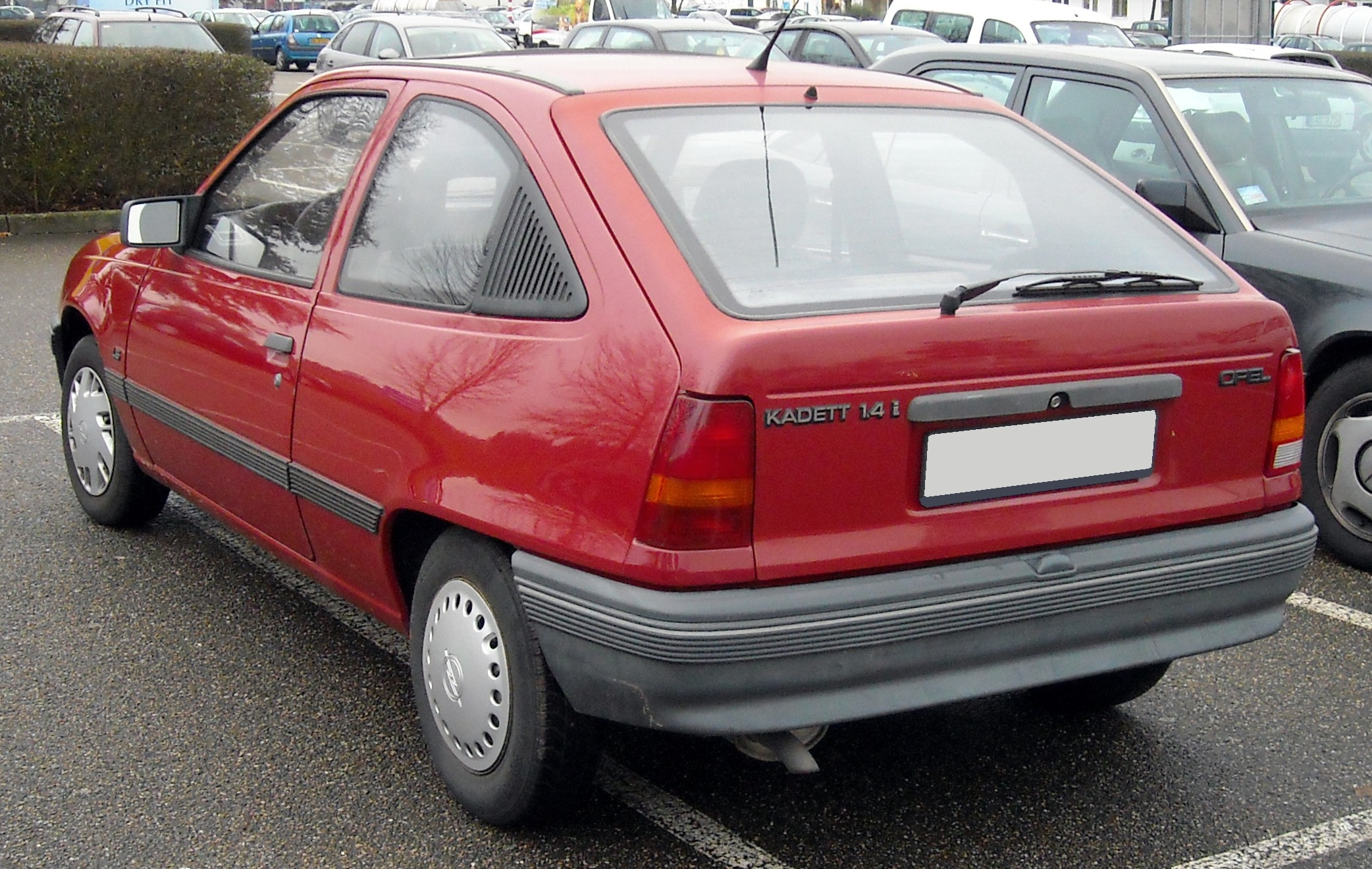
Opel Kadett E coupé LS 3 portes phase 1 (arrière)
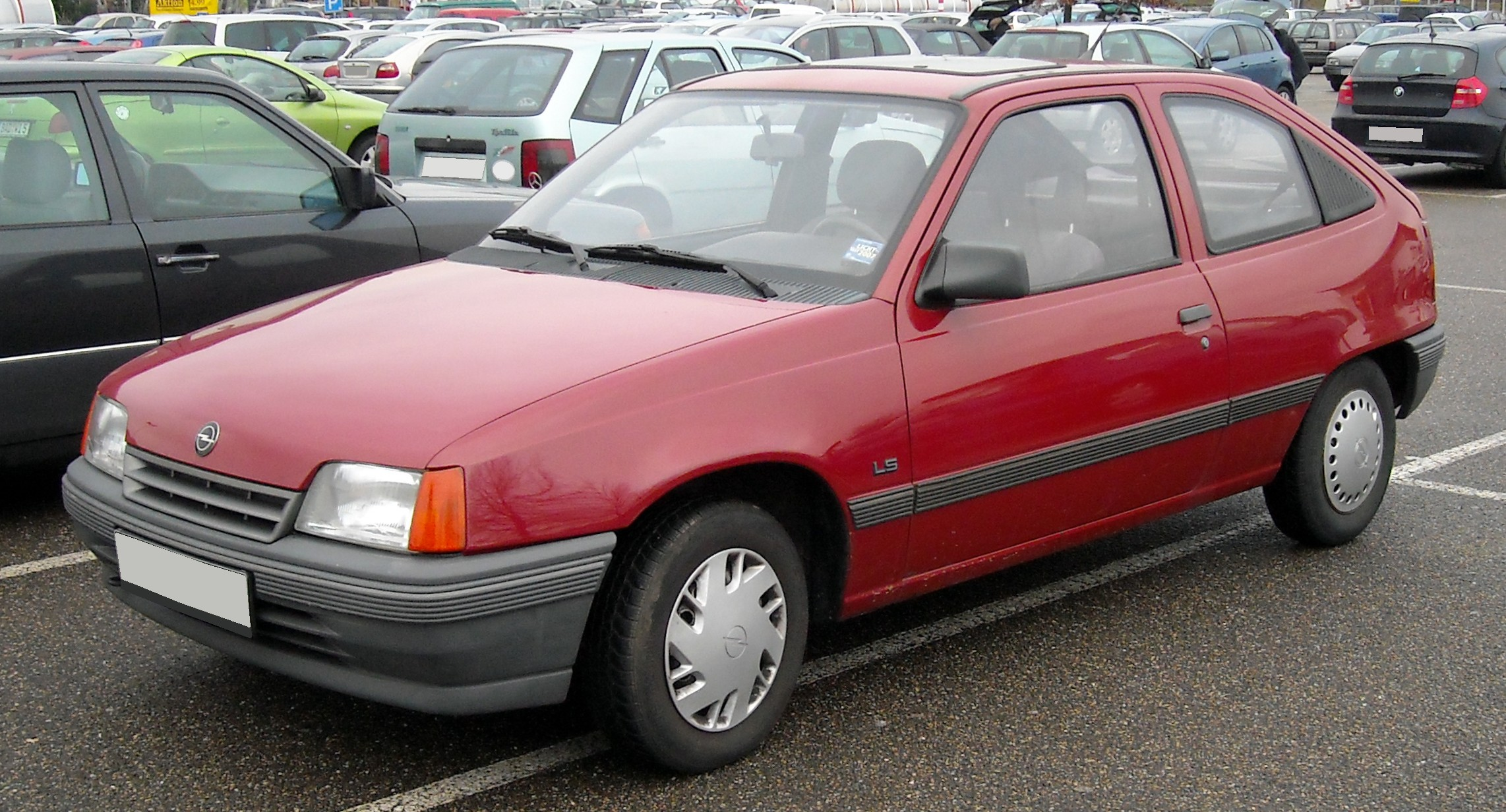
Opel Kadett E coupé LS 3 portes phase 2
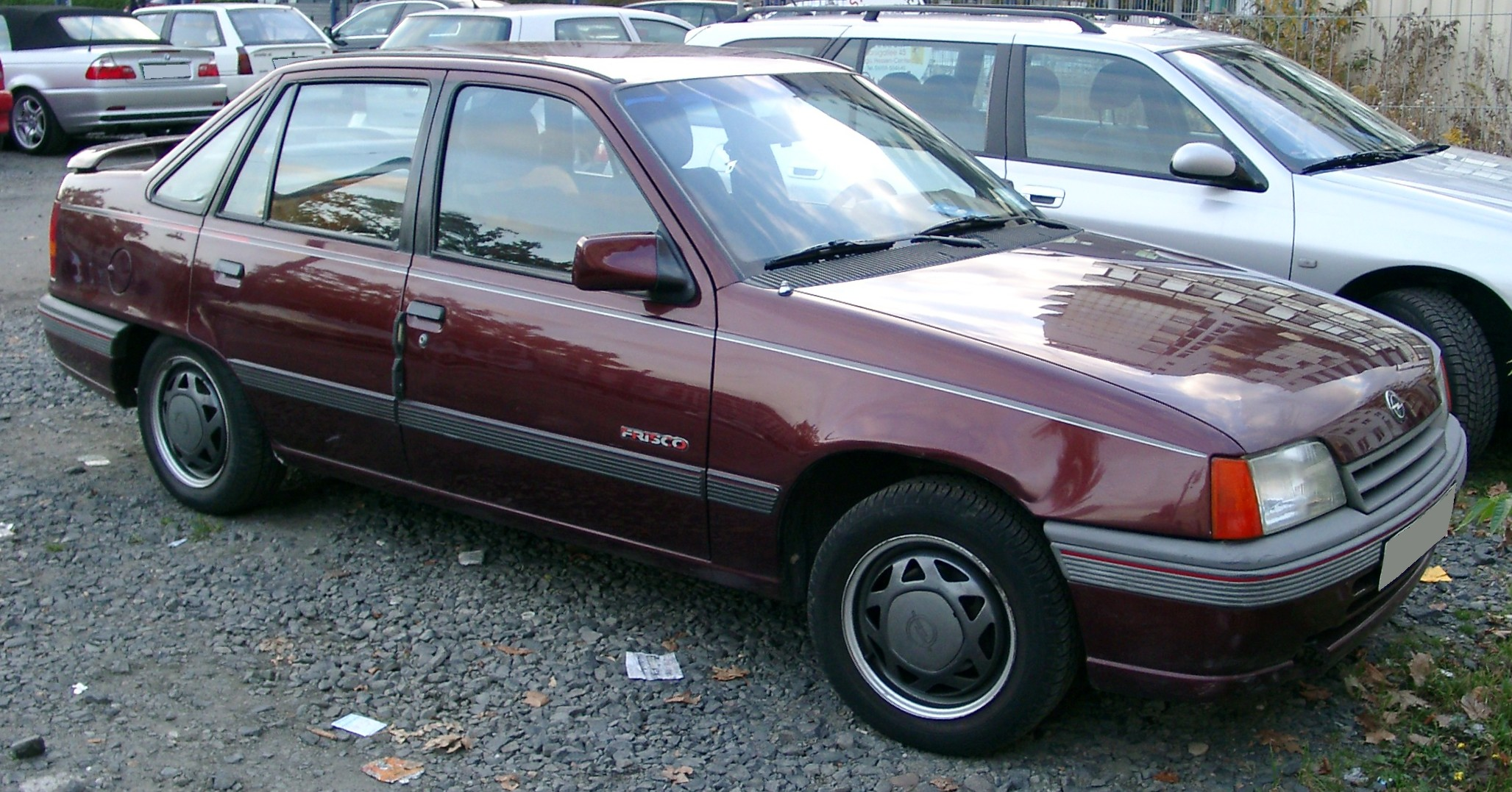
Opel Kadett E berline 4 portes Frisco
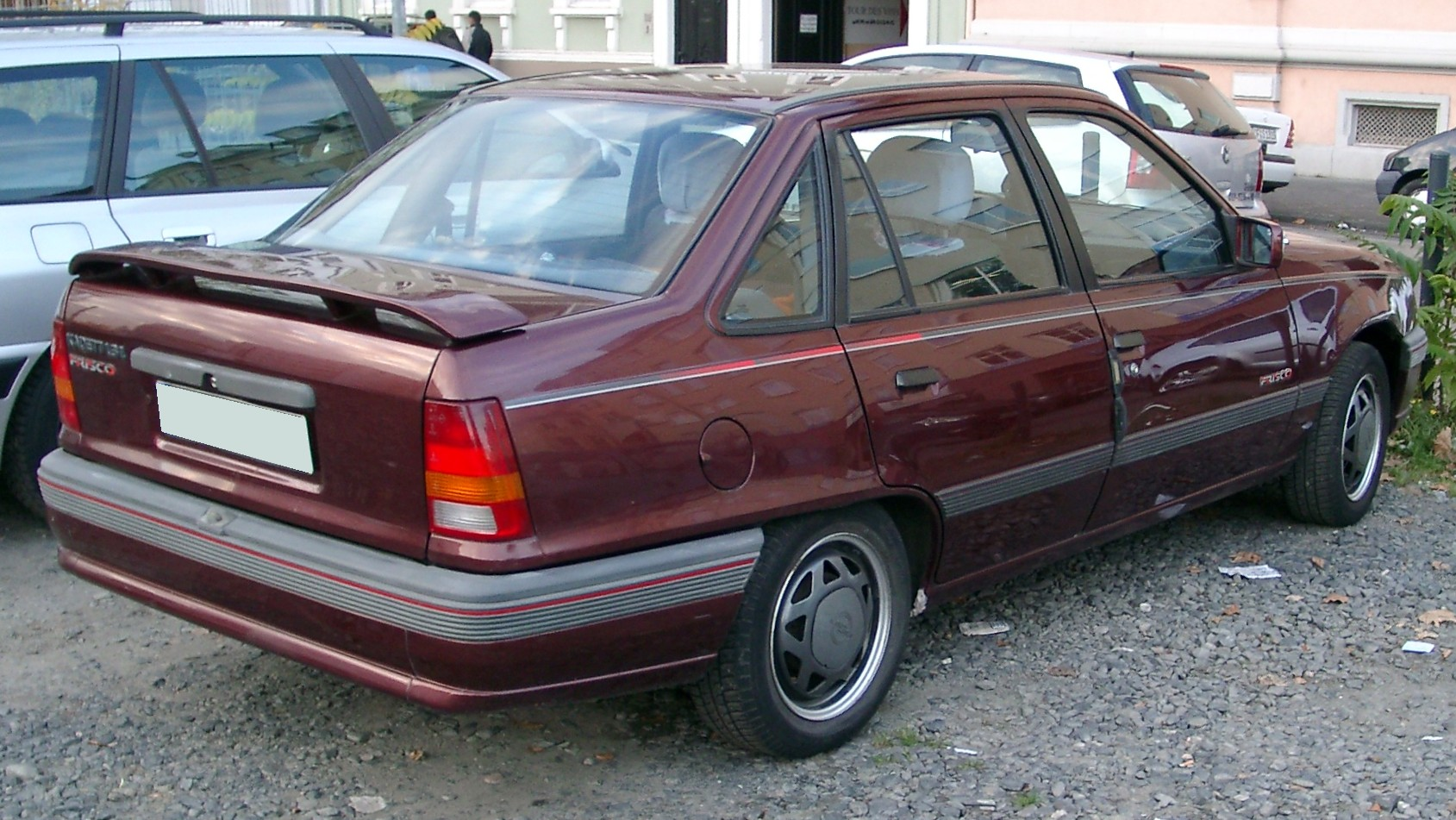
Opel Kadett E berline 4 portes Frisco (arrière)
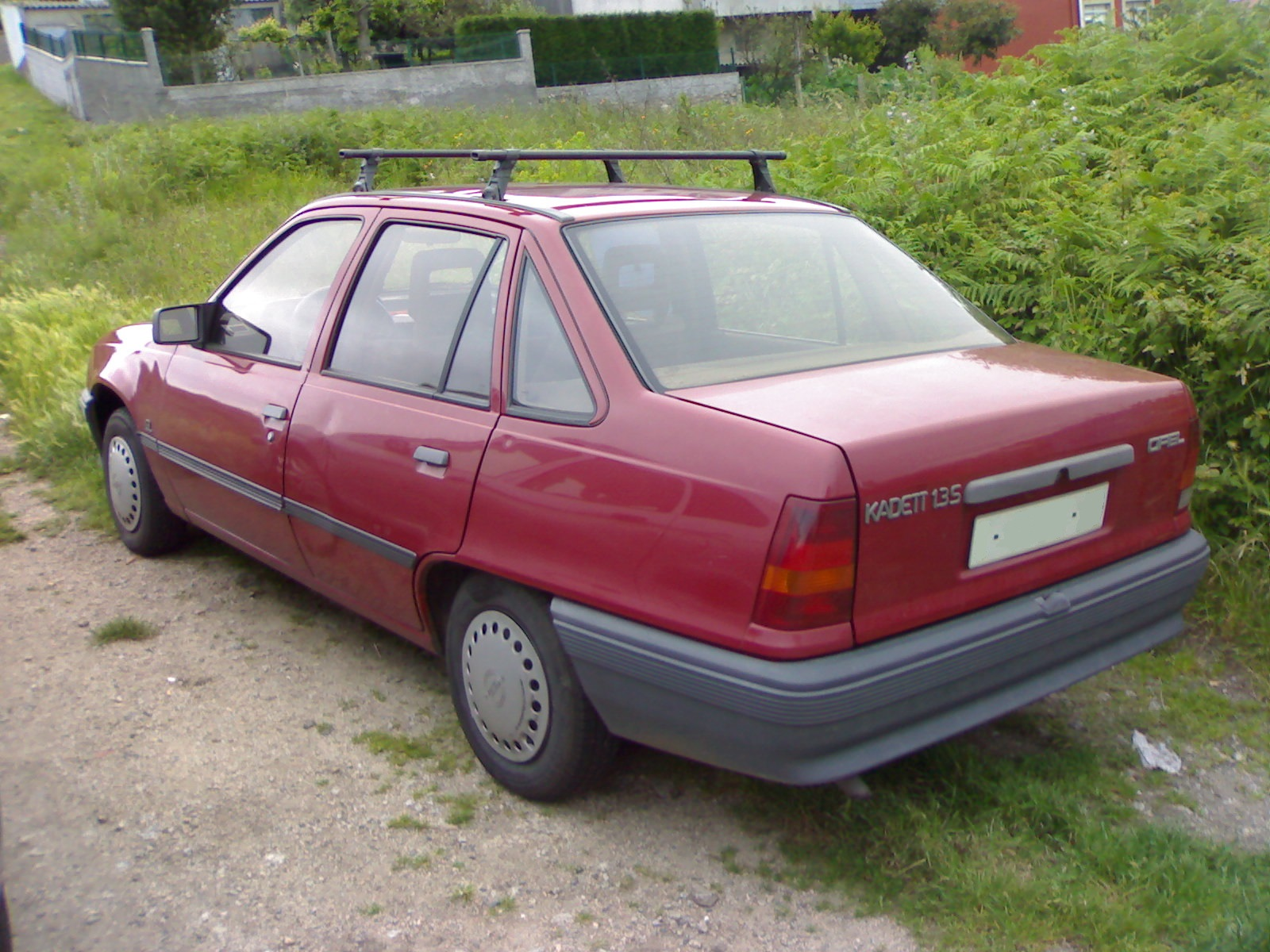
Opel Kadett E berline LS 4 portes (arrière)
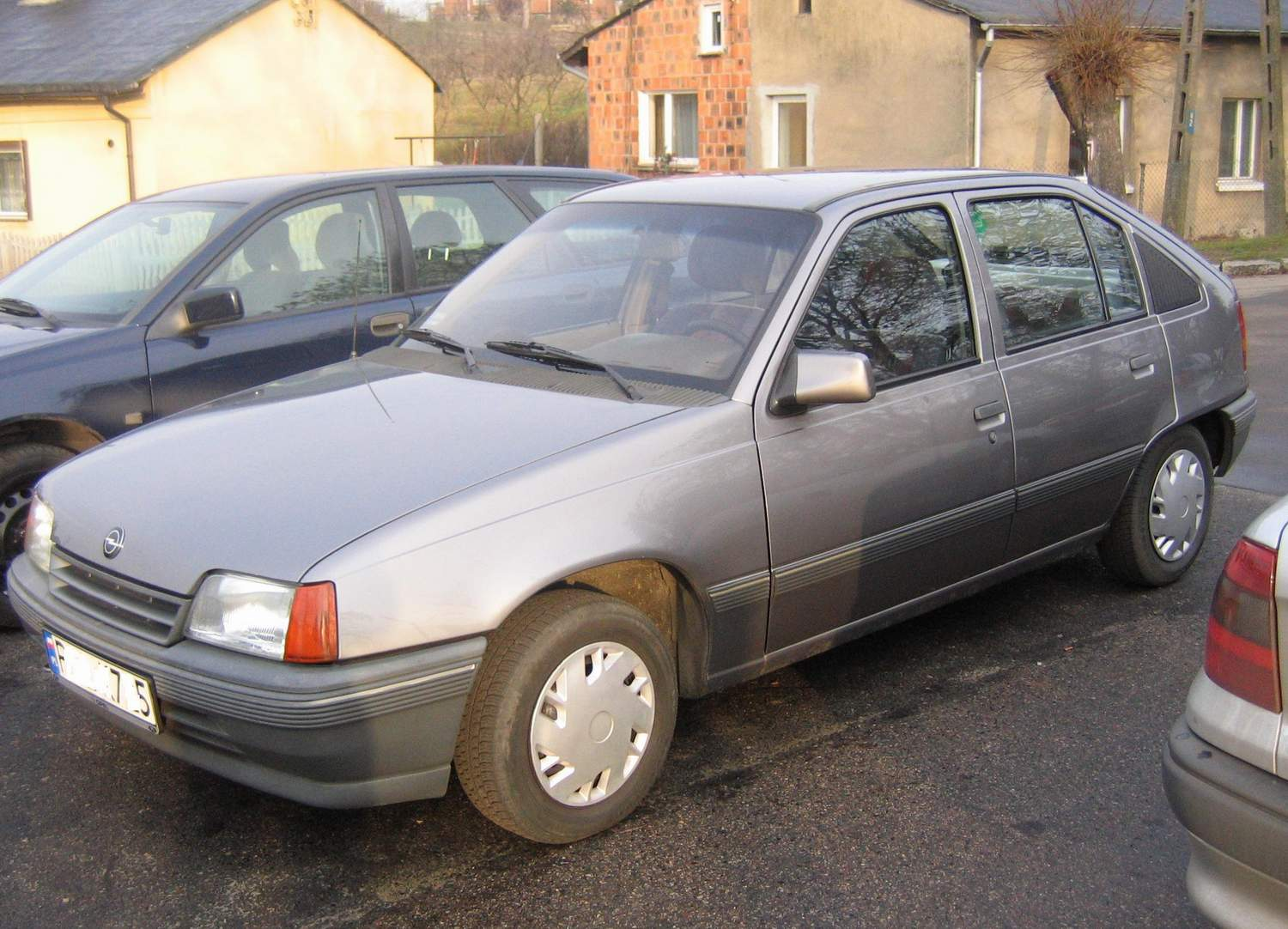
Opel Kadett E berline 5 portes phase 2
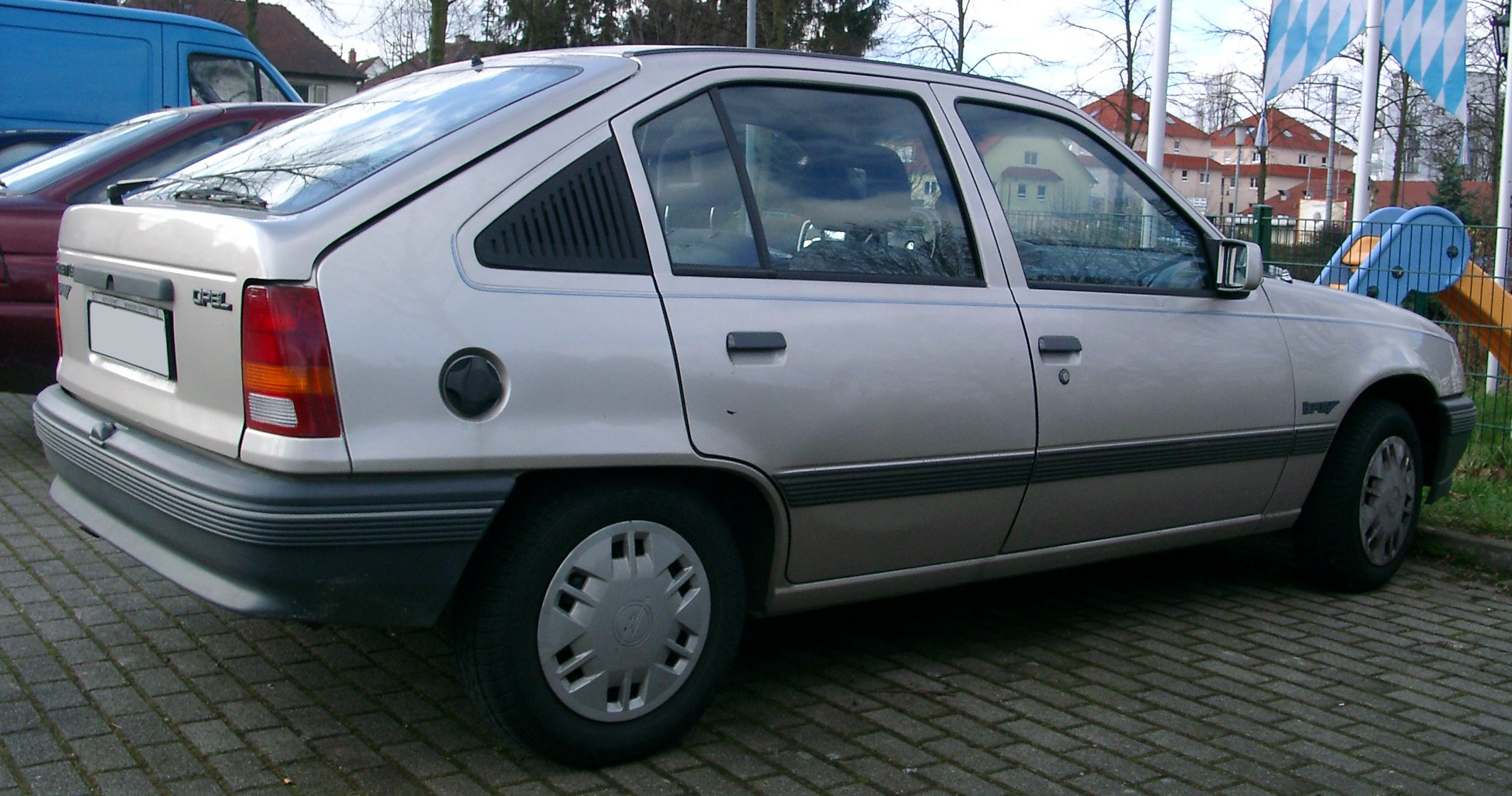
Opel Kadett E 5 portes Beauty
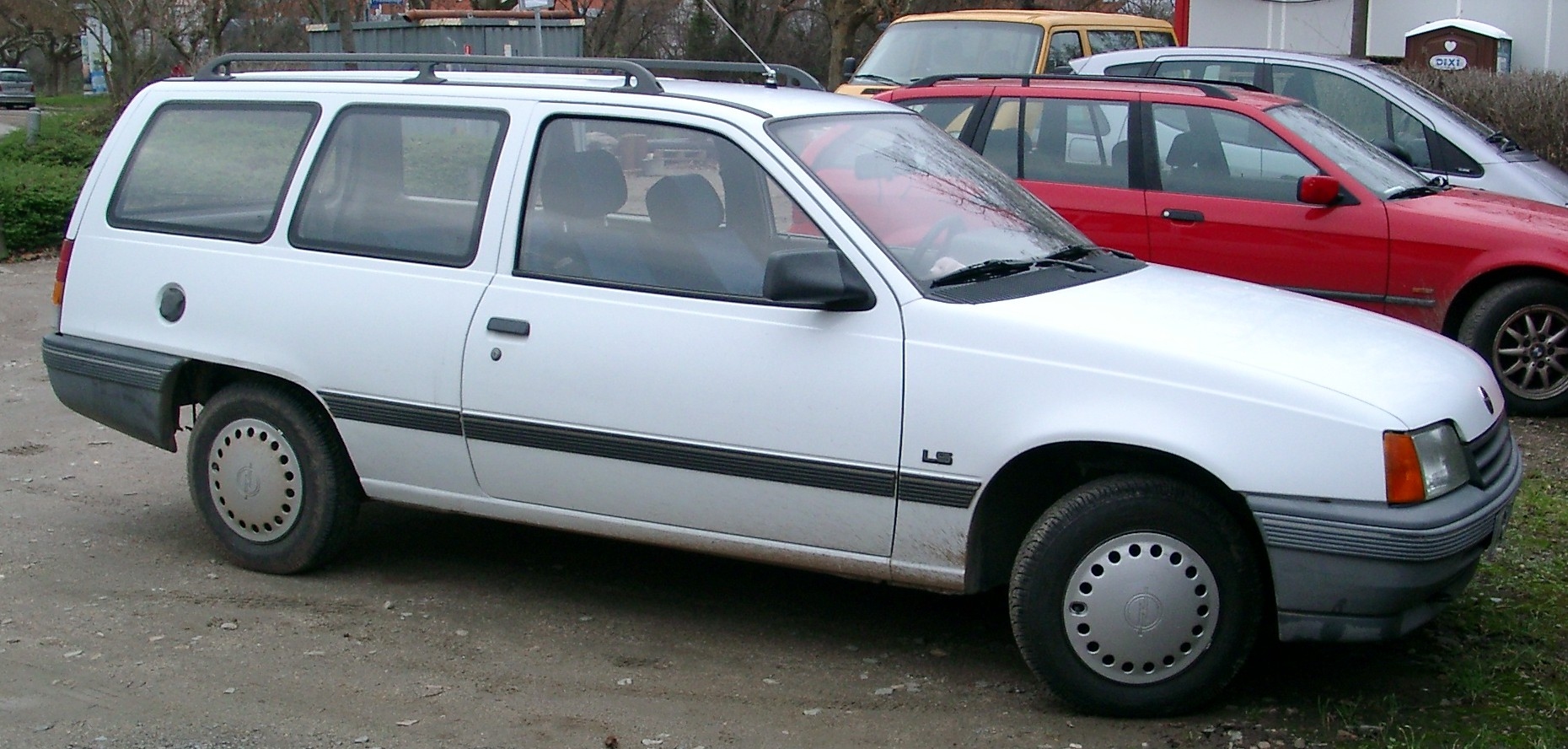
Opel Kadett E break Caravan
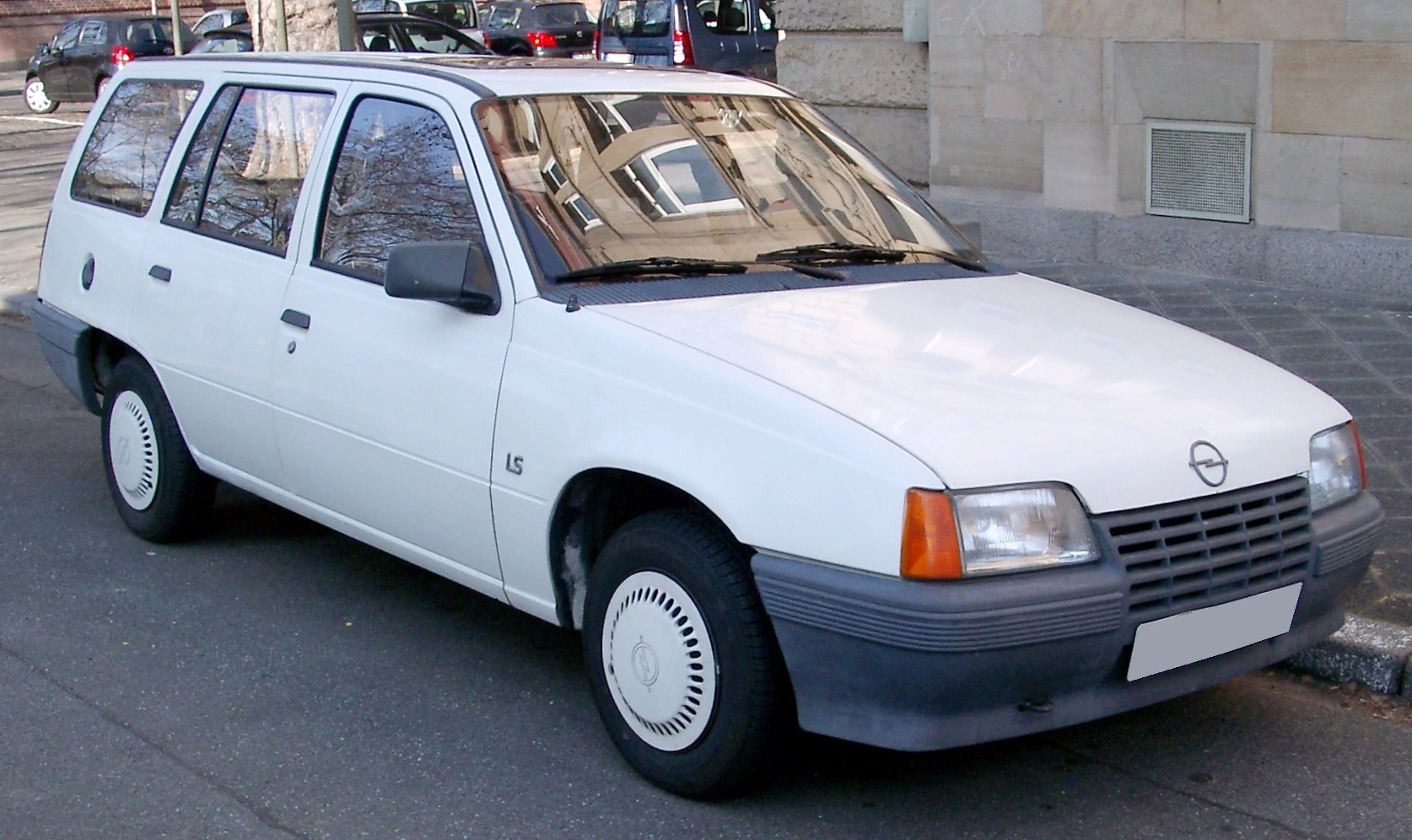
Opel Kadett E break Caravan
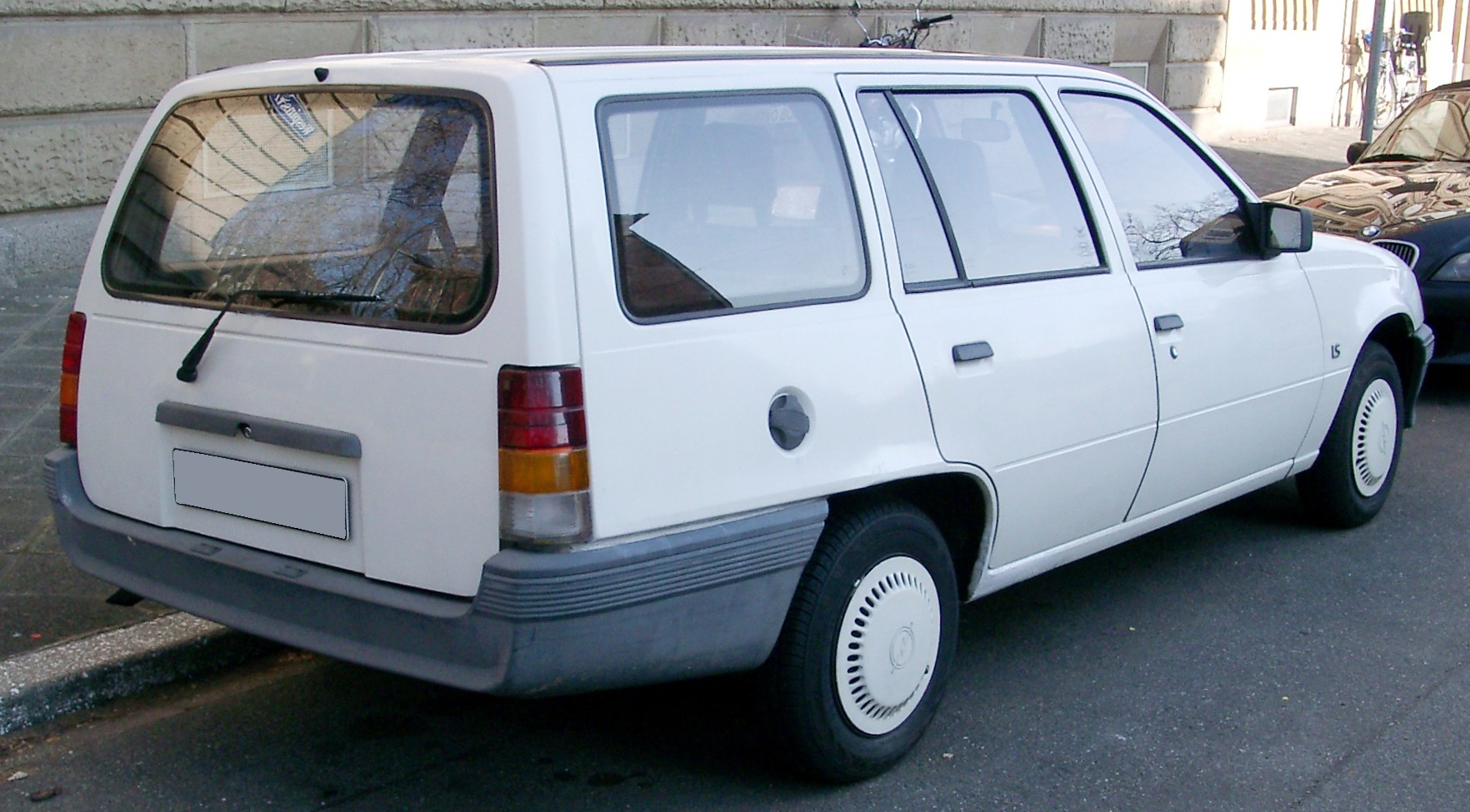
Opel Kadett E break Caravan (arrière)
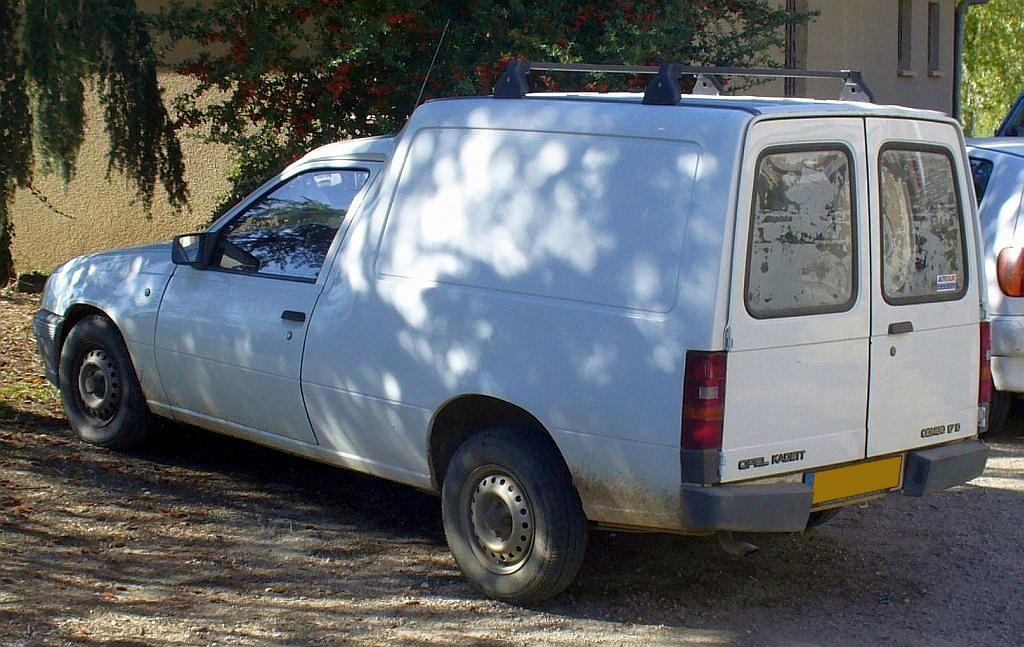
Opel Kadett Combo (arrière)
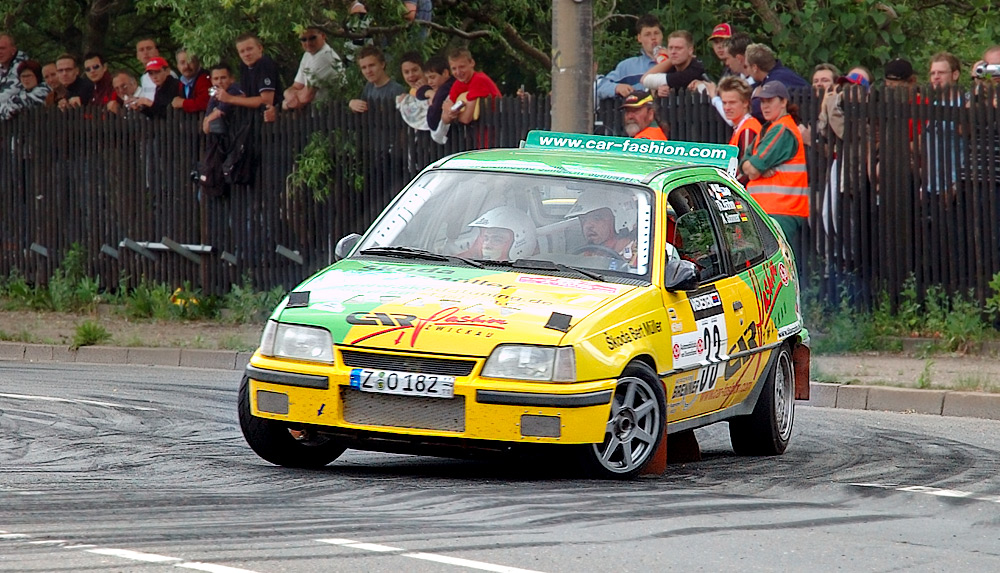
Opel Kadett GSi 16v en rallye
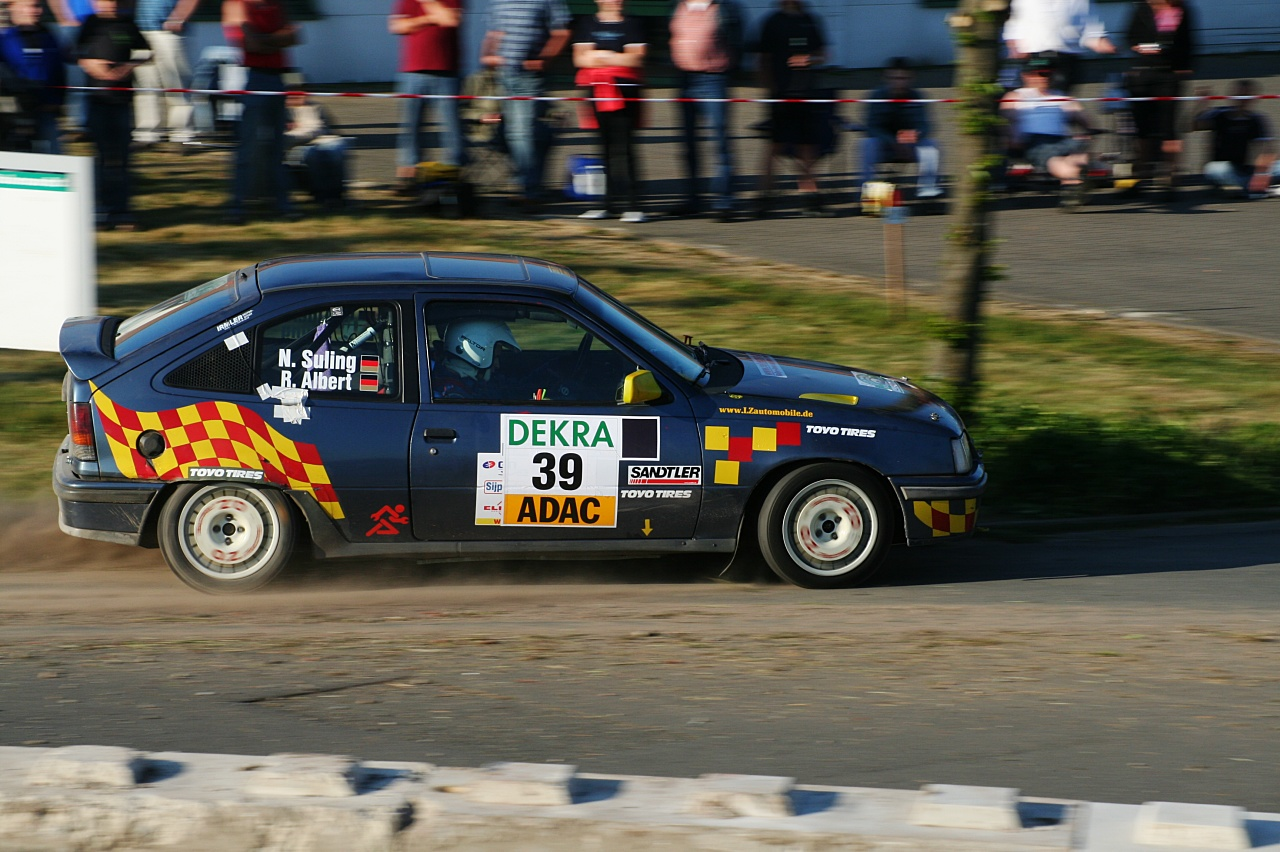
Opel Kadett GSi 16v en rallye